# Ukiah (Kalifornija)
Ukiah je grad u američkoj saveznoj državi Kalifornija. Prema popisu stanovništva iz 2010. u njemu je živjelo 16.075 stanovnika.